# Aleksander Pereświet-Sołtan
Aleksander Pereświet-Sołtan (ur. 15 czerwca 1896 w Pęczyszynie, zm. 31 marca 1928 w Rajczy) – kapitan artylerii Wojska Polskiego.

## Życiorys
Urodził się 15 czerwca 1896 w Pęczyszynie. Do szkół uczęszczał w Kijowie, a następnie studiował w Akademii Rolniczej w Moskwie. W 1916 został wcielony do armii rosyjskiej, w której otrzymał stopień oficerski. Następnie walczył z bolszewikami w szeregach I Korpusie Polskim w Rosji.
W 1918, po powrocie do Polski, wstąpił do 8 pułku artylerii polowej. Później został przeniesiony do 9 pułku artylerii polowej, a 16 stycznia 1920 do 2 dywizjonu artylerii konnej. W jego szeregach walczył na wojnie z bolszewikami.
Po zakończeniu działań wojennych pozostał w wojsku jako oficer zawodowy i kontynuował służbę w 2 dak w Dubnie. 3 maja 1922 został zweryfikowany w stopniu porucznika ze starszeństwem od 1 czerwca 1919 i 267. lokatą w korpusie oficerów artylerii. 1 grudnia 1924 prezydent RP nadał mu stopień kapitana z dniem 15 sierpnia 1924 i 85. lokatą w korpusie oficerów artylerii. Później został przeniesiony do 3 dywizjonu artylerii konnej w Wilnie. Po ukończeniu kursu dowódców baterii w Obozie Szkolnym Artylerii w Toruniu, pozostał w nim w charakterze instruktora. W październiku 1926 został przeniesiony do 1 dywizjonu artylerii konnej w Warszawie. Z dniem 29 lutego 1928 został przeniesiony w stan spoczynku. Zmarł 31 marca 1928 w Rajczy i został tymczasowo pochowany na miejscowym cmentarzu.

## Odznaczenia
- Krzyż Walecznych trzykrotnie[1][14][15]